# Stolpersteine
Stolperstein (kamen spoticanja) je spomenik koji je napravio Gunter Demnig, u znak sećanja na žrtve holokausta. Stolperstein je mali kamen veličine 96 × 96 i visine od 100 milimetara, posvećen pojedinačnim žrtvama nacizma. On je posvećen umrlim i preživelim, onima koje su nacisti poslali u zatvor, u ustanove u kojima se vršila prisilna eutanazija, u klinike za sterilizaciju, u koncentracione logore i logore smrti, kao i onima koji su to izbegli emigrirajući ili tako što su izvršili samoubistvo.
Najveći deo Stolpersteina seća na jevrejske žrtve holokausta, a manji deo na pripadnike naroda Sinti i naroda Roma, na homoseksualce, Jehovine svedoke, crnce, hrišćane koji su se suprotstavili nacizmu, članove komunističke partije, pokreta otpora, vojne dezertere kao i osobe sa invaliditetom.

## Koreni
Pre holokausta nejevreji u Nemačkoj su uobičavali da kažu, kada bi se spopleli na kamen koji štrči „Ovde mora da je sahranjen Jevrejin”. Informacije važne za Stolperstein, su dobijane iż škola, od rodjaka nastradalih, od različitih organizacija, a naročito iż baze podataka Jad Vašema u Jerusalimu. Pošto je sakupio podatke Demnig je počeo da pravi pojedinačne kamene kocke veličine 10 cm, koje je pokrio tankim slojem bronze. Tada je u bronzu unosio podatke o osobama: ime, godina rodjena i sudbina, kao i datum deportacije i smrti ako je poznat. Reči: „Ovde živi” („Hier wohnte”) ukrašavaju veći deo kamenih kocki, a manji deo se odnosi na mesto na kome su žrtve radile.
Troškovi proizvodnje kamenih kocki su pokriveni donacijama, individualnim finansiranjem, poklonima živih svedoka, kao i školskih razreda. Do 2012. godine jedan kamen je koštao 95 dolara, kada je cena povećana na 120 dolara.

## Prvi „stolperstein”
Dana 16. decembra 1992. godine napunilo se 50 godina od kada je Hajnrih Himler potpisao dekret o deportaciji Sinta i Roma u logore smrti . Gunter Demnig je iskoristio tu priliku da podseti na početak deportacija tako što je na kamen ugravirao prvu rečenicu toga dekreta. Taj prvi kamen spoticanja postavljen u Kelnu. Demnigova namera je bila da na taj način da svoj doprinos tadašnjoj debati o pravu Roma i Sinta iż bivše Jugoslavije da se nastane u Nemačkoj. 
Sledeći kamen spoticanja je napravio zahvaljujući susretu sa stanovnikom Kelna tokom rata i koji je bio ubedjen da Sinti i Romi nikada nisu živeli u njegovom susedstvu. Tako je rodjena ideja da se kameni spoticanja postave na poslednjem mestu na kome su živeli Sinti i Rome pre deportacija. Na taj način će ih kamen spoticanja simbolično vratiti na mesto na kome su živeli pre nego što im je silom oteta njihova normalna svakodnevnica.
1994. Gunter Demnig je na molbu Kurta Pika, sveštenika crkve u Kelnu, postavio 250 izlozio 250 kamena spoticanja u toj crkvi u sećanje na ubijene Sinti i Rome. U januaru 1995. godine su ovi kameni blokovi postavljeni na trotoarima grada Kelna kao i u Krojcbergu u Berlinu. 
1996. godine postavio 55 kamena spoticanja u Berlinu, u okviru projekta „Umetnici otkrivaju Aušvic”, a 1997 montirao je prva dva kamena spoticanja u znak sećanja na jehovine svedoke, i to u Austriji, na predlog Andreasa Maislingera. 4 godine kasnije dobio je dozvolu da u Kelnu postavi jos 600 kamena spoticanja.

## Zemlje u kojima su postavljeni kameni spoticanja

### Nemačka
Postoji hiljade spomenika stolpersteina koji se nalazi u različitim gradovima nemačke.

### Mađarska
U Mađarskoj postoje stolpersteine od 2007. godine. Prvi kamen je postavljen u centru Budimpešte, i od tada su postavljenja u različitim gradovima Mađarske. Oko 600.000 mađarskih jevreja je deportovano i ubijeno, uglavnom u Aušvicu.

### Italija
Prvih 30 stolpersteina je postavljeno 2010. godine u Rimu, a sledećih 54 u januaru sledeće godine.

### Holandija
Prvi kameni spoticanja su postavljeni 2007. godine u gradu Borne i Overijsel.

### Norveška
Kameni spoticanja su postavljeni na različitim mestima u Oslu.

### Rusija
Prvi stolperstein je postavljen 2013. godine u Orijolu.

## Literatura
- Kurt Walter & AG Spurensuche, Stolpersteine in Duisburg, Evangelischer Kirchenkreis Duisburg/ Evangelisches Familienbildungswerk, Duisburg . 2005.  978-3-00-017730-9. (језик: немачки)
- Marlis Meckel, Den Opfern ihre Namen zurückgeben. Stolpersteine in Freiburg, Rombach Verlag, Freiburg . 2006.  978-3-7930-5018-6. (језик: немачки)
- Beate Meyer (editor), Die Verfolgung und Ermordung der Hamburger Juden 1933-1945. Geschichte, Zeugnis, Erinnerung, Landeszentrale für Politische Bildung, Hamburg (2006) (језик: немачки)
- Kirsten Serup-Bilfeldt, Stolpersteine. Vergessene Namen, verwehte Spuren. Wegweiser zu Kölner Schicksalen in der NS-Zeit, Kiepenheuer & Witsch . 2003.  978-3-462-03535-3. (језик: немачки)
- Oswald Burger and Hansjörg Straub, Die Levingers. Eine Familie in Überlingen, Eggingen . 2002.  978-3-86142-117-7. (језик: немачки)
- Stumbling Upon Memories